# یوهی نیشیبه
یوهی نیشیبه (ژاپنی: 西部 洋平؛ زادهٔ ۱ دسامبر ۱۹۸۰) یک بازیکن فوتبال اهل ژاپن است.
از باشگاه‌هایی که در آن بازی کرده‌است می‌توان به باشگاه فوتبال اوراوا رد دیاموندز، باشگاه فوتبال کاشیما آنتلرز، باشگاه فوتبال شیمیزو اس-پالس، باشگاه فوتبال شونان بلمار، باشگاه فوتبال کاوازاکی فرونتال و باشگاه فوتبال کاتالر تویاما اشاره کرد.